# Richard Bevan Braithwaite
Richard Bevan Braithwaite (* 15. Januar 1900 in Banbury; † 21. April 1990 in Cambridge) war ein britischer Philosoph und Wissenschaftstheoretiker.
Nach dem Studium der Mathematik, Physik und Philosophie in Somerset Bootham und an der Universität Cambridge wurde er 1924 Fellow am King’s College und Lecturer in Moral Science (1928–34), Sidgwick Lecturer in Moral Science (1934–1953) und Knightbridge Professor of Moral Philosophy (1953–1967). Er war Präsident der Mind Association und Präsident der Aristotelian Society, ferner Mitbegründer der Philosophy of Science Group, aus der später die The British Society for the Philosophy of Science wurde, deren Präsident er von 1961 bis 1963 war. 
Er wurde im Jahre 1957 Mitglied der British Academy. Im Jahre 1948 wurde er Mitglied der Anglikanischen Kirche.
Braithwaite kombinierte in seinen Werken den Logischen Empirismus mit dem britischen Empirismus von David Hume. Er lieferte Beiträge zur philosophischen Grundlage der Wahrscheinlichkeitsrechnung und Statistik. Er war einer der ersten, die den Gebrauch der Spieltheorie propagierten, um das Problem der Auswahl von Hypothesen in der Wissenschaft, Ethik und Religionsphilosophie zu lösen. Ganz nach Hume vertrat er die Idee, dass wissenschaftliche Gesetze nicht notwendig, aber eine Sammlung von Korrelationen (Regularitätstheorie) seien. Danach gibt es keinen metaphysischen Unterschied zwischen zufälligen und notwendigen Regularitäten; Regularitäten in der Wissenschaft nehmen die Form von Gewohnheits- und pragmatischen Gründen an.
Braithwaite sah die logische Form als gemeinsam an für alle wissenschaftliche Theorie in Form eines nicht interpretierbaren deduktiven Systems. Mit Hilfe dieses Schemas untersuchte er die traditionellen Probleme der Wissenschaftstheorie: Bedeutung der theoretischen Begriffe, Modelle, Interpretation der Wahrscheinlichkeit, Rechtfertigung der Induktion sowie wissenschaftliche Gesetze, Modelle, Kausalität und Erklärung.
1986 wurde er in die American Academy of Arts and Sciences gewählt.
Er war mit der Linguistin und Philosophin Margaret Masterman verheiratet.

## Schriften
- The Foundations of Mathematics and other Logic Essays (1931): eine Sammlung von I.T. Rameys Werken (Hrsg. Braithwaite)
- Moral Principles and Inductive Policies (1952)
- Richard Bevan Braithwaite: Scientific Explanation. A Study in the Function of Theory, Probability, and Law in Science (1953),  OCLC 867886522
- An Empiricist’s View of the Nature of Religious Belief (1955)
- Theory of Games as a Tool for the Moral Philosopher (1955)